# Strongg
Strongg – dziewiętnasty album studyjny Black Uhuru, jamajskiej grupy muzycznej wykonującej roots reggae. 
Płyta została wydana w roku 1994 przez amerykańską wytwórnię Mesa / Bluemoon Recordings. Nagrania zostały zarejestrowane w studiu Leggo Sounds w Kingston. Ich produkcją zajęli się George Nauful oraz Jim Snowden.
4 czerwca 1994 roku album osiągnął 6. miejsce w cotygodniowym zestawieniu najlepszych albumów reggae magazynu Billboard (ogółem był notowany na liście przez 5 tygodni).
W roku 1995 krążek został nominowany do nagrody Grammy w kategorii najlepszy album reggae. Była to siódma nominacja do tej statuetki w historii zespołu.

## Lista utworów
1. "Brand New World"
2. "Strongg"
3. "Eye Of An Angel"
4. "From Jump Street"
5. "Reggae Song"
6. "Spectrum"
7. "Time, Material & Space"
8. "Genocide"
9. "Big Bad Bully"
10. "Yes I"
11. "Conscience Calling"
12. "I Pray"

## Muzycy

### Black Uhuru
- Duckie Simpson - wokal
- Don Carlos - wokal
- Rudolph "Garth" Dennis - wokal

### Instrumentaliści
- Vince Black - gitara
- Leebert "Gibby" Morrison - gitara
- Derrick "Sagittarius" Barnet - gitara basowa
- Earl "Bagga" Walker - gitara basowa
- Chris Meredith - gitara basowa
- Sly Dunbar - perkusja
- Sydney Wolfe - perkusja
- Jermaine Forde - perkusja
- Marcus "Rangatan" Smith - perkusja
- Christopher "Sky Juice" Blake - perkusja
- Keith Sterling - keyboard
- Tony "Asha" Brissett - keyboard
- Ronald "Nambo" Robinson - puzon
- Dean Fraser - saksofon
- David Madden - trąbka
- Junior "Chico" Chin - trąbka